# 郑侨墓
郑侨墓，位于中国福建省福州市永泰县梧桐镇潼关村，为一个省级文物保护单位，类型为古墓葬，为第五批福建省文物保护单位，公布时间为2001年1月20日。
郑侨墓的历史年代为南宋。